# Tystrup-Bavelse Sø
Tystrup-Bavelse Sø este o arie protejată (arie de protecție specială avifaunistică — SPA) din Danemarca întinsă pe o suprafață de 1.964 ha, integral pe uscat.

## Localizare
Centrul sitului Tystrup-Bavelse Sø este situat la coordonatele 55°20′41″N 11°36′31″E / 55.344722°N 11.608611°E.

## Înființare
Situl Tystrup-Bavelse Sø a fost declarat arie de protecție specială avifaunistică în mai 1983 pentru a proteja 13 specii de animale.

## Biodiversitate
Situată în ecoregiunea continentală, aria protejată nu include niciun habitat protejat.
La baza desemnării sitului se află mai multe specii protejate de  păsări (13): pescăruș albastru (Alcedo atthis), gâscă de semănătură (Anser fabalis), acvilă de munte (Aquila chrysaetos), rață-cu-cap-castaniu (Aythya ferina), rața moțată (Aythya fuligula), erete de stuf (Circus aeruginosus), erete vânăt (Circus cyaneus), cristeiul de câmp (Crex crex), șoim călător (Falco peregrinus), codalb (Haliaeetus albicilla), vultur pescar (Pandion haliaetus), chiră mică (Sterna albifrons), chiră de baltă (Sterna hirundo).